# Явір Валентина Василівна
Валентина Василівна Явір (нар. 28 лютого 1934, Тахтаулове, Полтавський район, Полтавська область, Українська РСР, СРСР — пом. 10 липня 2022, Кривий Ріг, Дніпропетровська область, Україна) — українська вчена-мовознавиця, педагогиня вищої школи, кандидатка філологічних наук, професорка, завідувачка кафедри української мови (1986—1991; 1993—1998) Криворізького державного педагогічного інституту Відмінниця народної освіти УРСР (1984).
Одна із фундаторів факультету української філології КДПУ. Керівниця наукової школи з проблем граматичної будови української мови. Досліджувала актуальні проблеми граматики, лексики та фразеології української мови; методики викладання української мови в початковій, середній і вищій школі; підготовки майбутнього вчителя-філолога. Значна кількість праць присвячена дослідженню проблеми ролі української мови у формуванні національної свідомості та духовного потенціалу особистості.

## Біографія
Народилася 28 лютого 1934 року в селі Тахтаулове в Полтавській області. Протягом 1944—1949 років навчалася в Полтавській середній школі № 3, де отримала свідоцтво про закінчення семирічної школи.
У 1949—1953 роках навчалася в Чернівецькому педагогічному училищі, де їй було надано кваліфікацію учителя початкової школи. Протягом 1953—1956 років працювала вчителькою української мови в Санківській восьмирічній школі.
Протягом 1954—1960 років навчалася на філологічному факультеті (заочне відділення) Чернівецького державного університету. Отримала диплом за спеціальністю «Філолог. Учитель української мови та літератури середньої школи». У 1956—1965 роках — заступниця директора з навчально-виховної роботи Грозенецької восьмирічної школи та вчителька української мови й літератури. У 1965 році — вчителька української мови та літератури восьмирічної школи № 4 міста Херсона.
Протягом 1965—1969 років викладала на кафедрі української мови Херсонського педагогічного інституту. У 1969—1972 роках навчалася в аспірантурі на кафедрі української мови Запорізького педагогічного інституту. У 1972—1974 роках викладачка, старша викладачка кафедри української мови Херсонського педагогічного інституту. 
У 1973 році захистила дисертацію «Неузгоджені означення, виражені безприйменниковими та прийменниковими формами іменників у сучасній українській літературній мові» на здобуття наукового ступеня кандидата філологічних наук у спеціалізованій вченій раді Одеського державного університету за спеціальністю 10.02.02 «Мови народів СРСР (українська мова)». 
У 1974—1975 роках — старша викладачка кафедри педагогіки і методики початкового навчання Криворізького державного педагогічного інституту. У 1975—1977 — доцент, завідувачка кафедри педагогіки і методики початкового навчання. У 1977—1982 роках — завідувачка кафедри російської та української мов. У 1982—1986 — доцент кафедри  російської та української мов. Двічі обіймала посаду завідувачки кафедри української мови (1986—1991, 1993—1998) Криворізького державного педагогічного інституту.
У 1977 році Валентині Явір присвоєне вчене звання доцента кафедри педагогіки і методики початкового навчання, у 1992 — звання професора кафедри української мови.
У 1992—1993 роках — професорка кафедри української мови, у 1998—2000 — професорка кафедри української мови Криворізького державного педагогічного університету, протягом 2000—2002 років — завідувачка кафедри українознавства, 2003—2009 — професорка кафедри української мови КДПУ.
Померла 10 липня 2022 року в місті Кривий Ріг.

## Відзнаки та нагороди
- Почесна грамота Міністерства народної освіти УРСР (1980);

- Відмінник народної освіти УРСР (1984);

- Почесна грамота Міністерства освіти України (1999).

## Публікації
Авторка й співавторка 90 праць, зокрема монографій, підручників, науково-методичних і навчально-методичних посібників, наукових статей у фахових виданнях, публіцистичних статей у журналах і газетах. Членкиня редколегії наукових видань, учасниця науково-практичних конференцій, симпозіумів і семінарів з актуальних проблем українського мовознавства.
- Явір В. Мова і нація: методичні рекомендації із спецкурсу для студентів-філологів. — Кривий Ріг, 1995. — 55 с.
- Явір В. В., Колоїз Ж. В., Малюга Н. М. Сучасна українська літературна мова : зб. завдань для лаб. робіт. — Київ : Знання, 2008. — 356 с.
- Явір В. В. , Колоїз Ж. В. Синтаксис української літературної мови. Збірник завдань для лабораторних робіт. — Кривий Ріг : Вид-во І.В.І., 1999. — 72 с.
- Явір В. В., Колоїз Ж. В. Українська мова. Завдання для конкурсів, олімпіад, факультативів. — Кривий Ріг, 1995. — 175 с.
- Явір В. В., Білоусенко П. І. Проблемно-ситуативні завдання на уроках української мови : посібник. — Київ : Освіта, 1992.  — 128 с.
- Явір В. B. Учіться висловлюватися / П. І. Білоусенко, Ю. О. Арешенков, Г. М. Віняр, В. В. Явір [та ін.]. — Київ : Рад. школа, 1990. — 126 с.

## Біобібліографія
Валентина Василівна Явір — українська вчена-мовознавиця (до 90-річного ювілею кандидата філологічних наук, професора кафедри української мови Криворізького державного педагогічного інституту / університету) : біобібліографічний покажчик / Бібліотека Криворізького державного педагогічного університету ; упоряд. і бібліогр. ред. О. А. Дікунова ; за заг. ред. О. М. Кравченко. — Кривий Ріг, 2024. — 59 с. (Серія «Пам’яті професорів Криворізького педагогічного». Вип. 8).